# Hylaeus acariphorus
Hylaeus acariphorus är en biart som beskrevs av Roy R. Snelling 1985. Hylaeus acariphorus ingår i släktet citronbin, och familjen korttungebin. Inga underarter finns listade i Catalogue of Life.